# 舜峰镇
舜峰镇，原为城关镇，是中华人民共和国湖南省郴州市临武县下辖的一个镇。2012年4月，城关镇更名为舜峰镇。 

## 行政区划
舜峰镇下辖以下村级行政区划单位：
韩山社区、南塔社区、成仙观社区、武江社区、东云社区、蔬菜村、东城村、西城村、杜家村、南溪村、曾家岭村、塘下村和新屋场村。